# Acianthera beyrodtiana
Acianthera beyrodtiana é uma espécie de orquídea.